# Joseph Oliver Bowers
Joseph Oliver Bowers, né le 28 mars 1910 à Mahaut à la Dominique, et mort le 5 novembre 2012 à Agomanya au Ghana à 102 ans, est un prélat catholique ghanéen d'origine dominiquaise, membre de la Société du Verbe Divin, évêque d'Accra de 1953 à 1971 puis de Saint John's-Basseterre de 1971 à 1981.

## Biographie
Joseph Oliver Bowers est né le 28 mars 1910 en Dominique. Son père est directeur d'école à Massacre (en) et organiste dans l'église Sainte-Anne. Il fait ses études à la Dominica Grammar School (en) de Roseau, puis part aux États-Unis pour étudier au Séminaire Saint-Augustin (en) de Bay St. Louis. En 1933, il fait ses premiers vœux au sein de la Société du Verbe Divin et est ordonné prêtre au sein de celle-ci le 22 janvier 1939. Il étudie ensuite dans le Wisconsin puis à Rome avant d'être envoyé comme missionnaire au Ghana.
En 1952, il est nommé évêque auxiliaire d'Accra au Ghana et évêque titulaire de Cyparassia (de). Il devient évêque d'Accra l'année suivante. Il est consacré le 22 avril 1953 par le cardinal Francis Spellman, archévêque de New York, dans l'église Notre-Dame du Golfe de Bay St. Louis. Sa consécration épiscopale est la première d'un évêque catholique afro-descendant aux États-Unis. Durant son épiscopat, il est notamment le fondateur des Servantes du Divin Rédempteur en 1957 et du Pope John Senior High School and Minor Seminary (en) en 1958.
Le 16 janvier 1971, il est nommé premier évêque Saint John's-Basseterre par le pape Paul VI. Il remet sa démission le 17 juillet 1981. Il vit alors chez sa soeur en Dominique avant de retourner au Ghana à l'invitation des Servantes du Divin Rédempteur dans les années 1990. Il meurt à Agormanya (en) le 6 novembre 2012.